# Elecciones presidenciales de Venezuela de 1931

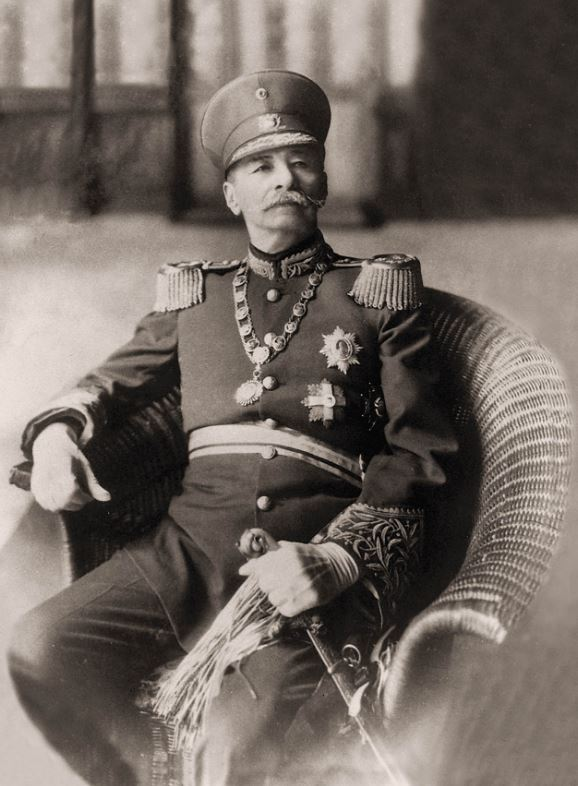
Durante la dictadura de Juan Vicente Gómez (1908-1935) se pretendió mantener una fachada constitucional y democrática, con elecciones, gobiernos títeres y cambios constitucionales.

Las elecciones presidenciales de Venezuela de 1931 se llevaron a cabo el 13 de junio para elegir al sucesor del presidente Juan Bautista Pérez el cual renuncia luego que el congreso le achacara la culpa de la crisis económica que atravesaba el país en ese momento en un contexto de Crisis económica mundial.

## Historia
A pesar de las aspiraciones presidenciales de algunas figuras, Juan Vicente Gómez es electo por el Congreso Nacional para un tercer mandato para culminar el periodo (1929-1936) El 7 de julio de 1931 Juan Vicente Gómez presta juramento como 31.º Presidente, con mayores poderes que su antecesor debido a un cambio constitucional ese mismo año, para un último periodo presidencial, el cual no logró culminar debido a su muerte en 1935.